# Tommaso Grossi
Tommaso Grossi (Bellano, 20 de gener de 1790 - Milà, 10 de desembre de 1853) escriptor i poeta italià del segle xix.

## Biografia
Després de llicenciar-se en dret en la Universitat de Pavia el 1810, Tommaso Grossi es va traslladar a Milà, a la casa del seu mestre i amic Alessandro Manzoni i va intentar exercir el seu ofici d'advocat, però el govern austríac li va dificultar progressar en la seva carrera de l'advocacia i va començar la literària en milanès, dialecte del llombard, llengua que va usar per expressar temes i idees del romanticisme, moviment del qual era partisà convençut, i en què va escriure el 1815 el seu famós poema Sogni, també conegut com La Prineide, inspirat pel linxament del ministre de finances napolità Giuseppe Prina, violenta acusació contra el govern austríac.
Després del seu matrimoni el 1838, va abandonar la literatura i es va centrar en el seu treball com a notari, escrivint l'acte oficial de la fusió entre el Piemont i la Llombardia. Va morir de meningitis el 1853.

## Obra
- Prineide, 1816
- La fuggitiva (en milanès), 1816
- La fuggitiva (en italiá), 1817
- Giovanni Maria Visconti, 1818
- Sestinn pel matrimoni del sur cont don Gabriel Verr con la sura contessina donna Giustina Borromea, 1819
- Ildegonda, 1820
- In morte di Carlo Porta, 1821